# Romy-Schneider-Preis

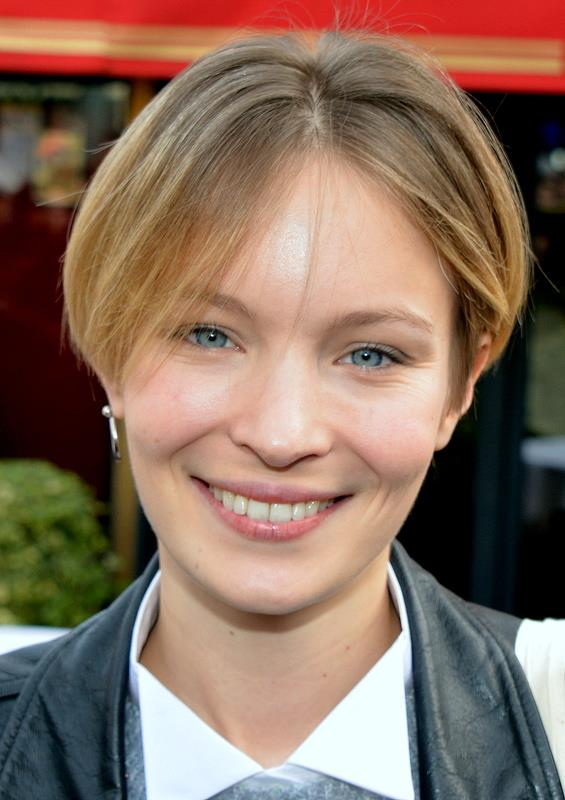
Preisträgerin 2019: Diane Rouxel

Der Romy-Schneider-Preis (Prix Romy Schneider) ist die bedeutendste Auszeichnung für Nachwuchsschauspielerinnen in der französischen Filmindustrie. Initiatoren waren die Journalisten Marlène und Eugène Moineau. Der Preis wird jedes Jahr in Paris zusammen mit dem Patrick-Dewaere-Preis (von 1981 bis 2006 als Jean-Gabin-Preis bekannt) an eine vielversprechende weibliche Nachwuchsdarstellerin verliehen. Die nach der Schauspielerin Romy Schneider (1938–1982) benannte Auszeichnung wurde erstmals im Jahr 1984 vergeben. Die Gewinnerin wird von einer Jury aus männlichen Film- und Theaterjournalisten bestimmt.

## Preisträgerinnen
Als erste Nicht-Französin und bisher einzige deutsche Schauspielerin reihte sich 1994 Sandra Speichert in die Siegerliste ein. Jüngste Siegerin wurde mit 17 Jahren Vanessa Paradis (1990), die älteste Marie-Josée Croze (2010) mit 40 Jahren.
Bei der Verleihung Anfang Mai 2016 saßen 15 Journalisten in der Jury. Gewonnen hat Lou de Laâge, die sich gegen Zita Hanrot und Christa Théret durchsetzte.
| Jahr | Preisträgerin         | Nationalität         |
| ---- | --------------------- | -------------------- |
| 1984 | Christine Boisson     | Frankreich           |
| 1985 | Élizabeth Bourgine    | Frankreich           |
| 1986 | Juliette Binoche      | Frankreich           |
| 1987 | Catherine Mouchet     | Frankreich           |
| 1988 | Fanny Bastien         | Frankreich           |
| 1989 | Mathilda May          | Frankreich           |
| 1990 | Vanessa Paradis       | Frankreich           |
| 1991 | Anne Brochet          | Frankreich           |
| 1992 | Anouk Grinberg        | Frankreich           |
| 1993 | Elsa Zylberstein      | Frankreich           |
| 1994 | Sandra Speichert      | Deutschland          |
| 1995 | Sandrine Kiberlain    | Frankreich           |
| 1996 | Marie Gillain         | Belgien              |
| 1997 | Julie Gayet           | Frankreich           |
| 1998 | Isabelle Carré        | Frankreich           |
| 1999 | Mathilde Seigner      | Frankreich           |
| 2000 | Clotilde Courau       | Frankreich           |
| 2001 | Hélène de Fougerolles | Frankreich           |
| 2002 | Emma de Caunes        | Frankreich           |
| 2003 | Ludivine Sagnier      | Frankreich           |
| 2004 | Laura Smet            | Frankreich           |
| 2005 | Cécile de France      | Belgien              |
| 2006 | Mélanie Laurent       | Frankreich           |
| 2007 | Preis nicht vergeben  | Preis nicht vergeben |
| 2008 | Audrey Dana           | Frankreich           |
| 2009 | Déborah François      | Belgien              |
| 2010 | Marie-Josée Croze     | Kanada               |
| 2011 | Anaïs Demoustier      | Frankreich           |
| 2012 | Bérénice Bejo         | Frankreich           |
| 2013 | Céline Sallette       | Frankreich           |
| 2014 | Adèle Exarchopoulos   | Frankreich           |
| 2015 | Adèle Haenel          | Frankreich           |
| 2016 | Lou de Laâge          | Frankreich           |
| 2017 | Preis nicht vergeben  | Preis nicht vergeben |
| 2018 | Adeline d'Hermyl      | Frankreich           |
| 2019 | Diane Rouxel          | Frankreich           |